# Felsőtaróc
Felsőtaróc (szlovákul: Vyšný Tvarožec, ukránul: Visnyij Tvarozsec) község Szlovákiában, az Eperjesi kerület Bártfai járásában.

## Fekvése
Bártfától 18 km-re északnyugatra, a lengyel határ mellett fekszik.

## Története
A makovicai birtok részeként 1414-ben említik először mint „Thurospathaka”. 1427-ben nem kellett adó fizetnie a falunak. A 15. századtól a német jog alapján ruszin lakosság települt le a községben. 1618-ban „Felsö Tuaroscza” néven írják. 1787-ben 27 háza és 152 lakosa volt.
A 18. század végén Vályi András így ír róla: „Alsó, Felső Tvaroscza. Két tót falu Sáros Várm. földes Urok Gr. Áspermont Uraság, lakosaik többfélék, fekszenek egymáshoz közel, savanyú vizek is van, földgyeik soványak, piatzok Bártfán van.”
1828-ban 32 házát 244-en lakták. Lakosai erdei munkákkal, juh- és prémes állatok tenyésztésével foglalkoztak. A 19. században az Erdődy család birtokában állt.
Fényes Elek 1851-ben kiadott geográfiai szótárában így ír a faluról: „Alsó- és Felső Tvarosztsza, 2 orosz falu, Sáros vmegyében, Gáboltóhoz keletre egy órányira: 35 kath., 740 gör. kath., 10 zsidó lak. Alsó-Tvarosztszán gör. kath. plébánia van. Határok hegyes, erdős; savanyuviz mind a két határban találtatik. F. u. gr. Erdődy. Ut. p. Bártfa.”
A trianoni diktátum előtt Sáros vármegye Bártfai járásához tartozott.

## Népessége
| Év:            | 1994. | 2004.   | 2014.   | 2024. |
| -------------- | ----- | ------- | ------- | ----- |
| Emberek száma: | 133   | 135     | 122     | 122   |
| Eltérés:       |       | +1,50 % | -9,62 % | +0 %  |

| Év:            | 2023. | 2024.   |
| -------------- | ----- | ------- |
| Emberek száma: | 124   | 122     |
| Eltérés:       |       | -1,61 % |

1910-ben 206, túlnyomórészt ruszin lakosa volt.
2001-ben 136 lakosából 61 ruszin és 60 szlovák volt.
2011-ben 117 lakosából 57 ruszin és 55 szlovák.